# Museo del costume di Kastoria
Il Museo del costume di Kastoria è un museo inaugurato nel 1999 e inserito nell'elenco dei siti patrimonio culturale della Macedonia occidentale (Grecia). Ospitato nella residenza dei fratelli Emmanouil - un edificio a due piani del XVIII secolo ai margini del lago Kastoria - viene gestito dall'associazione musicale e letteraria Harmony.
Lo scopo del museo è quello di presentare al pubblico l'abito tradizionale della zona di Kastoria; tutti i costumi in mostra provengono dalla città e dalla campagna circostante. Al primo piano si trovano i costumi femminili dei villaggi locali, come Nestorio e al secondo piano ci sono i costumi della città stessa. Tra gli articoli specifici si trovano: l’anderi - abito da giorno da donna a righe marroni e l'anderi maschile senza gilet ma con fez, il dzoube - un abito da giorno da donna in azzurro, abbigliamento formale da donna del XVIII secolo e un'uniforme di servizio di tessuto di seta. Oltre all'abbigliamento formale e pubblico, viene esposto anche l'abbigliamento quotidiano da uomo e da donna e una varietà di accessori, come calze, cinture e fibbie, vestiti per bambini e pellicce.

## Galleria d'immagini

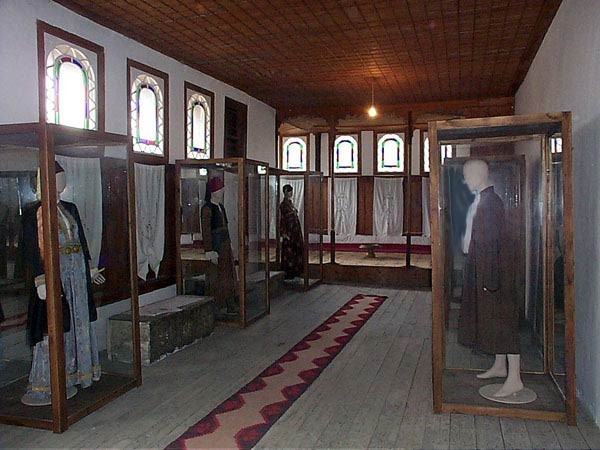
Vista interna
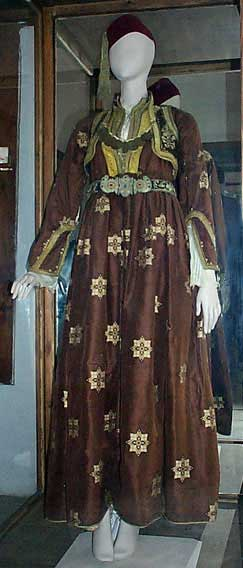
Abito formale
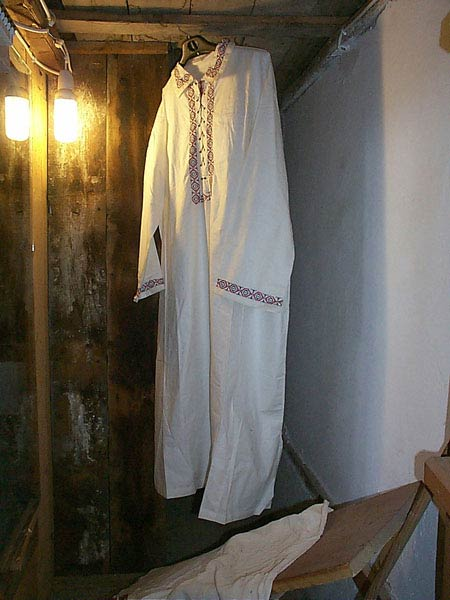
Camicia da notte